# Werner-Viktor Toeffling
Werner-Viktor Toeffling (* 14. März 1912 in Berlin-Wilmersdorf; † 26. November 2001 in Berlin-Schlachtensee) war Maler und Bühnenbildner in Berlin.
Um 1930 begann Toeffling eine Lehre zum Dekorations- und Theatermaler an der Kunstgewerbeschule Berlin.
Toeffling studierte 1931 bis 1935 Kunst in Italien und bis 1941 an einer Bühnenbildner-Klasse in Berlin mit zweijähriger Bühnenbild-Assistenz. Er begann seine Schaffensperiode ab 1945 wieder in Berlin mit Inszenierungen unter Jürgen Fehlings Regie; bis 1947 folgte die „Zauberflöte“ unter Ernst Legal, dem damaligen Intendanten der Staatsoper.
Bis 1951 entstand eine Serie von Stadtbildern, in der die Kunstentwicklung in Ölgemälden der 1950er-Jahre dokumentiert wird. Daneben entstanden Porträtstudien Berliner Schauspieler. Bei regelmäßiger Beteiligung an der Großen Berliner Kunstausstellung (GBK) in den 1950er- und 1960er-Jahren wurde Toeffling Juror im Verein Berliner Künstler (VBK).
Im Jahr 1950 stattete Toeffling das Sommerfest der Presse unter dem Funkturm aus, 1951 und 1952 die Presse- und Funkbälle am Palais und in den Messehallen am Funkturm mit großflächigen Wand- und Deckenbildern.
Ab 1952, als das Hebbel-Theater privatisiert wurde, nahm Toeffling dort wieder seine Tätigkeit als Bühnenbildner auf. Es folgten Ausstattungen im Titania-Palast für Operetten, dann für das Kabarett „Die Stachelschweine“ von 1955 bis 1960 sowie in der Tribüne und im – heute nicht mehr existierenden – Berliner Theater bis 1968; bis 1975 führte Toeffling Ausstattungsarbeiten an verschiedenen Bühnen in Westdeutschland aus.
1967 wurde Toeffling zusammen mit seiner Tochter Annette-Maria zum Ideenwettbewerb für die deutsche Beteiligung an der Weltausstellung 1970 in Osaka für den deutschen Pavillon eingeladen.
1975/1976 stellte Toeffling Bühnenbildexponate auf der Prager Quadriennale (Weltausstellung für Bühnenbildner und Theaterarchitekten) aus. Nach längeren Studienreisen folgte ab 1975 eine Zeit der Arbeit als freier Maler, in der vorwiegend großformatige Ölgemälde, surrealistisch inspirierte Stadtansichten, entstanden: beispielsweise Rom 1976 sowie eine Topographie des antiken Roms 1976/1978, Jerusalem 1981, Athen 1982 und 1991 und Benares 1991.
Inspiriert durch tägliches Klavierspiel entwickelte sich ein Interesse, Richard Wagners musikalisches Gewebe des „Ringes“ in surrealistische Traumbilder umzusetzen. In Zusammenarbeit mit seiner Tochter Annette-Maria Toeffling-Keller entstand von 1981 bis 1985 ein „Ring-Zyklus“ von 16 Bildern mit Begleittexten. Verschiedene Bilder und Bühnenbildentwürfe befinden sich im Besitz der Stiftung Stadtmuseum Berlin.